# Figura św. Jana Nepomucena w Radomiu
Figura św. Jana Nepomucena w Radomiu – nepomuk znajdujący się na placu otaczającym kościół farny, od strony ulicy Rwańskiej. Najstarsza wolnostojąca rzeźba w Radomiu.

## Historia
Rokokowa rzeźba została ufundowana w 1752 roku przez Adama Stanisława Grabowskiego – biskupa warmińskiego i prezesa mieszczącego się w Radomiu Trybunału Skarbowego Koronnego. Pierwszą restaurację figury przeprowadzono w 1819 roku. Autorem pomnika był Pierre Coudray, nadworny rzeźbiarz Augusta III.

## Opis
Rokokowa figura o wysokości 170 cm ustawiona jest na wysokim postumencie z uskokami i płycinami, od frontu z kartuszem herbowym z krzyżem maltańskim (biskup Grabowski należał do zakonu maltańskiego). Na postumencie umieszczono łacińską inskrypcję z nazwiskiem fundatora. Pierwszą restaurację figury z 1819 roku upamiętniono napisem:
Pobożna przeszłość wzniosła

Srogi czas obalił

Aż znów radomianin

Ten posąg ocalił

## Otoczenie
Oprócz figury św. Jana Nepomucena na placu przed kościołem św. Jana znajduje się także kamienna kolumna z rzeźbą Chrystusa (XIX w.), kamienny krzyż upamiętniający istniejący tu w przeszłości cmentarz (XIX w.) oraz pochodzące z niego płyty nagrobne (XIX w.).